# Вулиця Яна Жижки
Вулиця Жи́жки — вулиця в історичному центрі Львова. Сполучає вулицю Краківську з Театральною. Названа на честь чеського національного героя Яна Жижки.
З початку XIX с. (не пізніше, ніж 1812) вулиця мала назву Мала Краківська, з 1871 року — Камінського, на честь львівського драматурга й актора Яна-Непомуцена Камінського, в період німецької окупації — Штайнґассе. Сучасна назва — з 1950 року.
Вуличка забудована чиншовими будинками кінця ХІХ – початку ХХ століття у стилі віденського класицизму.

## Галерея

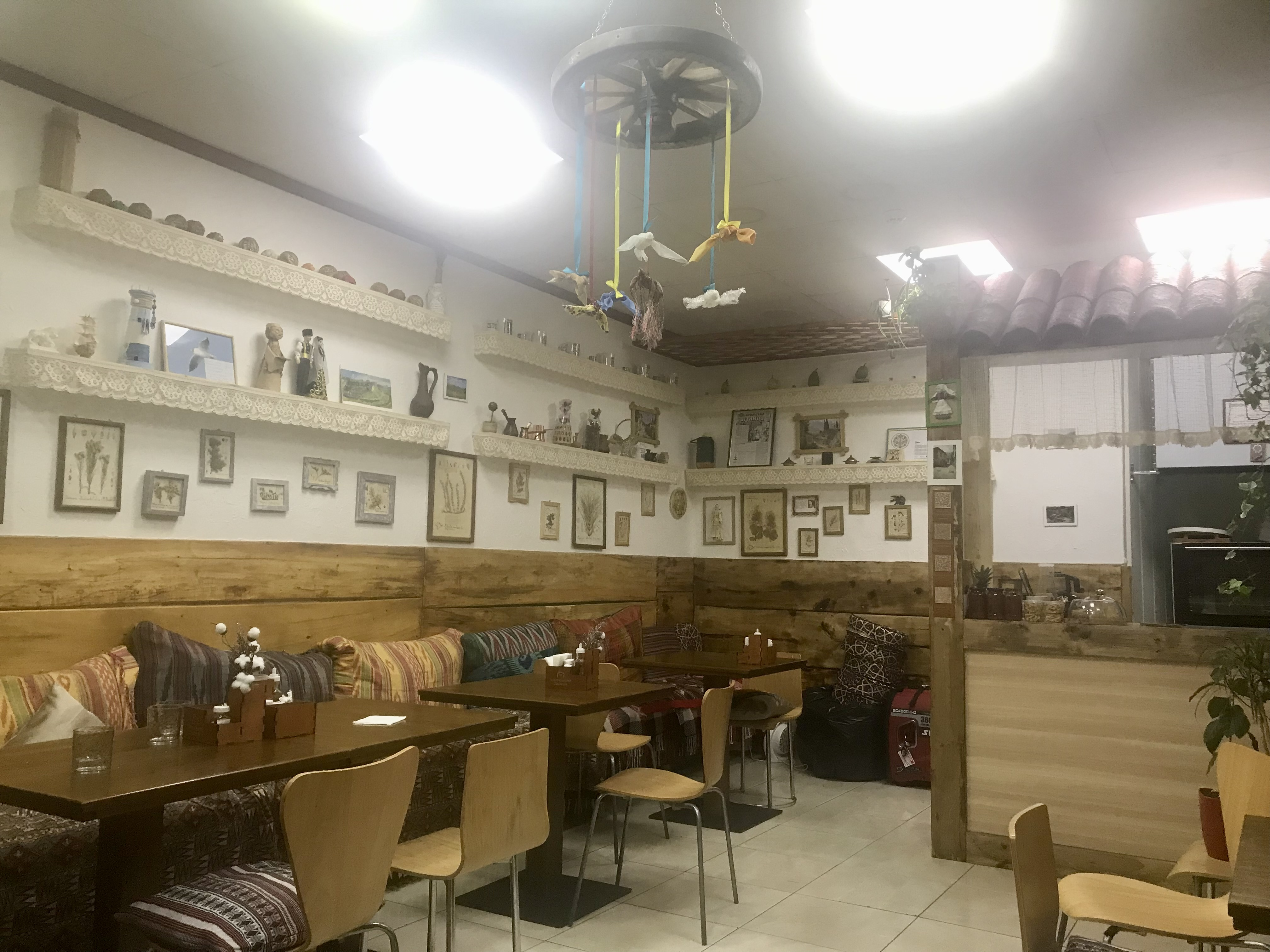
Кафе "Кримський дворик"
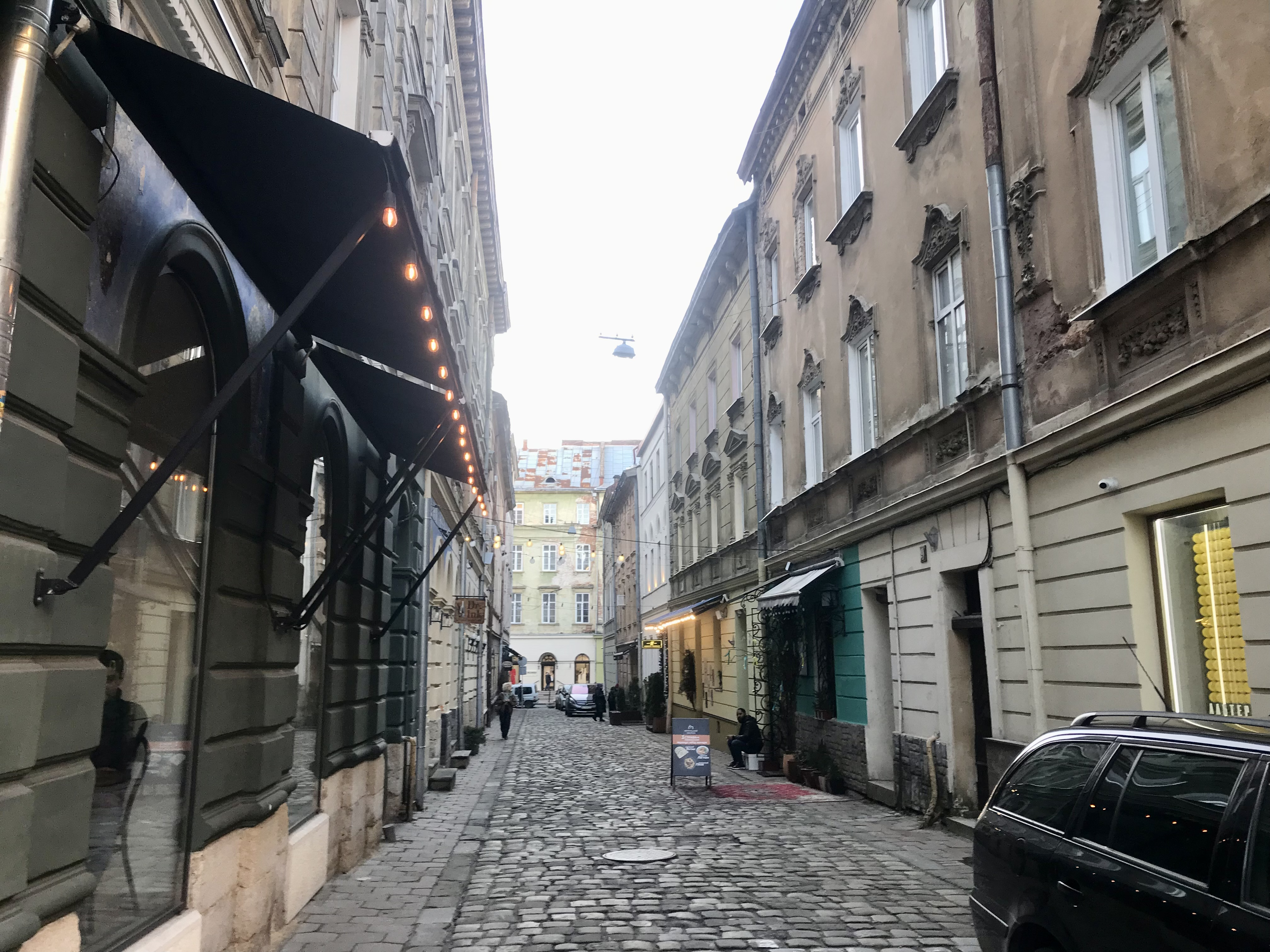
Вулиця Яна Жижки